# Neuromarketing

Neuromarketing zajmuje się m.in. badaniem reakcji psychofizjologicznych konsumentów na produkty.

Neuromarketing − wykorzystanie narzędzi pomiarowych stosowanych w naukowych badaniach psychofizjologicznych oraz wiedzy o zachowaniach człowieka w procesie optymalizacji bodźców marketingowych. 
Neuromarketing zawiera się w trzech obszarach:
- rozwija klasyczne badania marketingowe,
- wspiera tworzenie przekazu komunikacyjnego zgodnie z wiedzą neuronaukową,
- wykorzystuje techniki neuro do wspierania sprzedaży.

Neuromarketing analizuje podejmowanie decyzji w procesie kształtowania komunikacji z rynkiem.
Klasyczne badania konsumentów, dotyczące produktów lub reklam, wiążą się z koniecznością uwzględniania dodatkowego marginesu błędu: badane osoby nie zawsze odpowiadają tak, jak uważają w rzeczywistości. Dodatkowo przy decyzji zakupowej, często działa podświadomość, przez co konsument może nie zdawać sobie sprawy, że jego wybór nie zawsze jest świadomą decyzją.
Neuromarketing zajmuje się bezpośrednim badaniem reakcji psychofizjologicznych konsumentów. Najczęstsze metody badawcze wykorzystywane w neuromarketingu to:
- elektroencefalografia
- reakcja skórno-galwaniczna
- elektromiografia
- eye tracking
- funkcjonalny magnetyczny rezonans jądrowy
- chronometria kognitywna
- neuroobrazowanie

Firmy, które jako pierwsze korzystały z technik neuro, wykorzystując je przy badaniu swoich produktów oraz kampanii reklamowych, to m.in. Coca-Cola, Procter & Gamble, General Motors, Kodak, Bank of America czy Nestle.